# Ů
Ů bzw. ů ist ein Graphem einerseits des tschechischen Alphabets und anderseits des althochdeutschen, mittelhochdeutschen und teilweise noch frühneuhochdeutschen Alphabets.
Im Tschechischen bezeichnet ů ein langes u [uː]. Denselben Laut kennzeichnet auch der tschechische Buchstabe ú. Im Gegensatz zu diesem kann das ů jedoch nur im Wortstamm und -auslaut, nicht im Anlaut stehen. Die Existenz zweier denselben Laut bezeichnender Grapheme ist ausschließlich sprachhistorisch zu begründen. Das slowakische Pendant des ů ist ô, das zwar auf den Lautwert /u̯o/ verweist, jedoch dieselben sprachhistorischen Wurzeln teilt.
Das ů der älteren Sprachstufen des Deutschen bezeichnet den Lautwert /u̯o/ beziehungsweise später /u̯ə/, der dem neuhochdeutschen Laut /uː/ vorangegangen ist. Ein Beispiel ist alt- und mittelhochdeutsch gůt (gesprochen /gu̯ot, gu̯ət/), dem neuhochdeutsch beziehungsweise standarddeutsch gut (/guːt/) entspricht (frühneuhochdeutsche Monophthongierung). Der mittelhochdeutsche Diphthong hat sich bis heute in den oberdeutschen Mundarten erhalten. – Der tschechische Buchstabe ist dem Deutschen entnommen.

## Darstellung im Computer
Die beiden Zeichen sind im Zeichensatz ISO-8859-2 an Position 217 (Großbuchstabe) und 249 (Kleinbuchstabe) enthalten. Sie sind außerdem im Unicode-Block Lateinisch, erweitert-A an den Codepunkten U+016E (Großbuchstabe) und U+016F (Kleinbuchstabe) enthalten.